# Dobrná (berg)
Dobrná är ett berg i Tjeckien. Det ligger i den norra delen av landet, 80 km norr om huvudstaden Prag. Toppen på Dobrná är 536 meter över havet, eller 226 meter över den omgivande terrängen. Bredden vid basen är 6,7 km. Dobrná ingår i Děčínská vrchovina.
Terrängen runt Dobrná är kuperad åt sydväst, men åt nordost är den platt.Runt Dobrná är det ganska tätbefolkat, med 58 invånare per kvadratkilometer. Närmaste större samhälle är Děčín, 6,7 km väster om Dobrná. Omgivningarna runt Dobrná är en mosaik av jordbruksmark och naturlig växtlighet.